# Rexford (Montana)
Rexford – miasto w Stanach Zjednoczonych, w stanie Montana, w hrabstwie Lincoln.